# Óxido de hierro(II)
El óxido de hierro(II) (también llamado antiguamente óxido ferroso) es uno de los óxidos de hierro, cuya fórmula es FeO. El óxido ferroso es un polvo de color negro. En este compuesto, el estado de oxidación del hierro es +2. Su forma mineral es la wüstita.

## Reactividad
El óxido de hierro(II) es inestable termodinámicamente por debajo de 575 °C, produciendo hierro metálico y óxido de hierro (II, III), de acuerdo a la siguiente reacción:
4 FeO → Fe + Fe3O4

## Usos
El óxido ferroso se usa como pigmento. La Administración de Alimentos y Medicamentos lo ha aprobado para su uso en productos cosméticos y, además, se utiliza en algunas tintas de tatuajes.